# Montichiari
Montichiari – miejscowość i gmina we Włoszech, w regionie Lombardia, w prowincji Brescia. Od 2004 r. burmistrzem jest Rosa Giannantonio.
Według danych na rok 2004 gminę zamieszkiwało 20 557 osób, 235  os./km².
Patronem jest święty Pankracy, a dzień patrona to 12 maja.

## Zobacz
- Objawienia Róży Duchownej z Montichiari
- Pierina Gilli